# Мелитопольский государственный педагогический университет имени Богдана Хмельницкого
Мелитопольский государственный педагогический университет им. Богдана Хмельницкого (укр. Мелітопольський державний педагогічний університет імені Богдана Хмельницького) — крупнейшее учебное заведение Мелитополя.

## История
В начале 1920-х годов в Мелитополе были учреждены высшие педагогические курсы (или педагогический техникум), и в 1923 году состоялся первый выпуск.
В 1930 году на базе техникума открылся рабфак с дневным и вечерним обучением, а также филиал Всеукраинского института повышения квалификации учителей.
В 1933 году рабфак был преобразован в Мелитопольский государственный педагогический институт. Институт включал в себя 3 факультета: физико-математический, химико-биологический и филологический.
В 1940 году для снабжения углём 3-этажного корпуса института и 4 его общежитий институт начал строительство собственной шахты в Городищенском районе Ворошиловградской области.
В 1961 году на естественном факультете открыли географическое отделение, позднее ставшее самостоятельным факультетом. Позднее на нём были организованы кафедры физической и экономической географии.
1977 год — образование научно-исследовательского института биоразнообразия.
В 2000 году педагогический институт получил статус университета IV уровня аккредитации, а в 2009 году ему было присвоено имя Богдана Хмельницкого.
В 2013 году университет отпраздновал 90 лет своего основания. В 2016 году МДПУ стал площадкой для проведения кинофестиваля «Открытая ночь» дубль 19.

## Структура университета

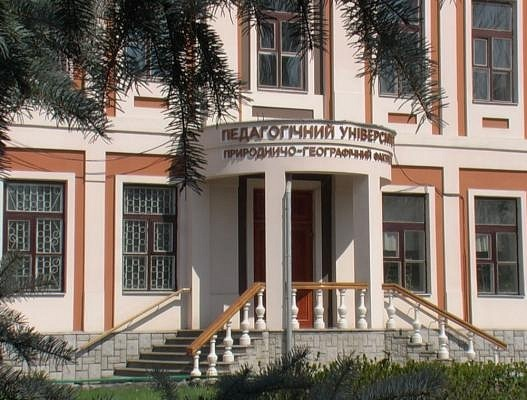
Естественно-географический факультет

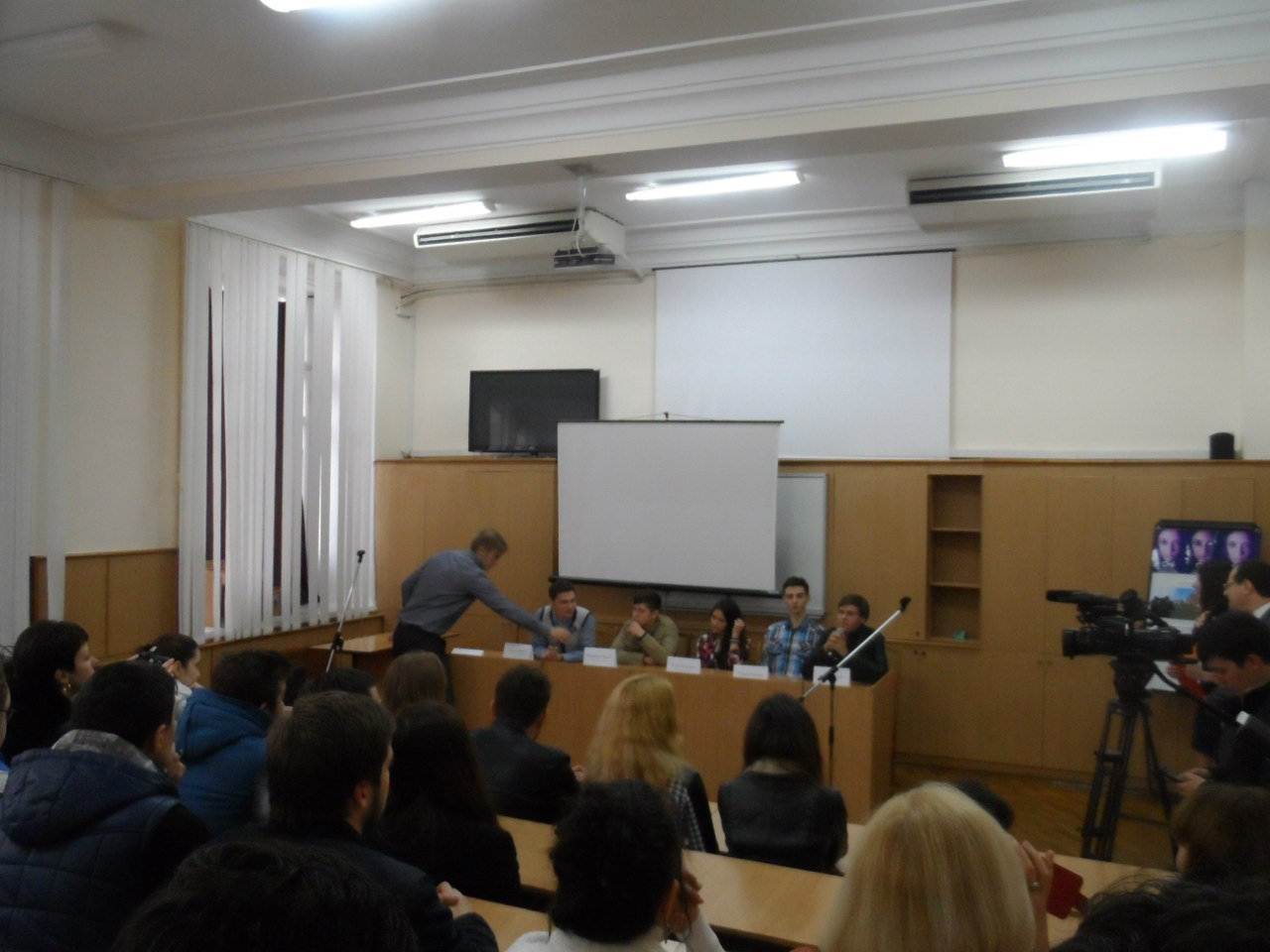
Премьера фильма «Очі»

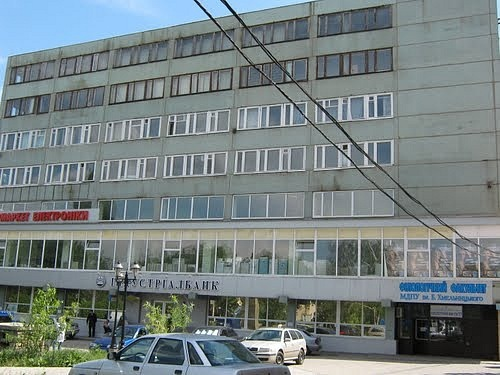
Филологический факультет

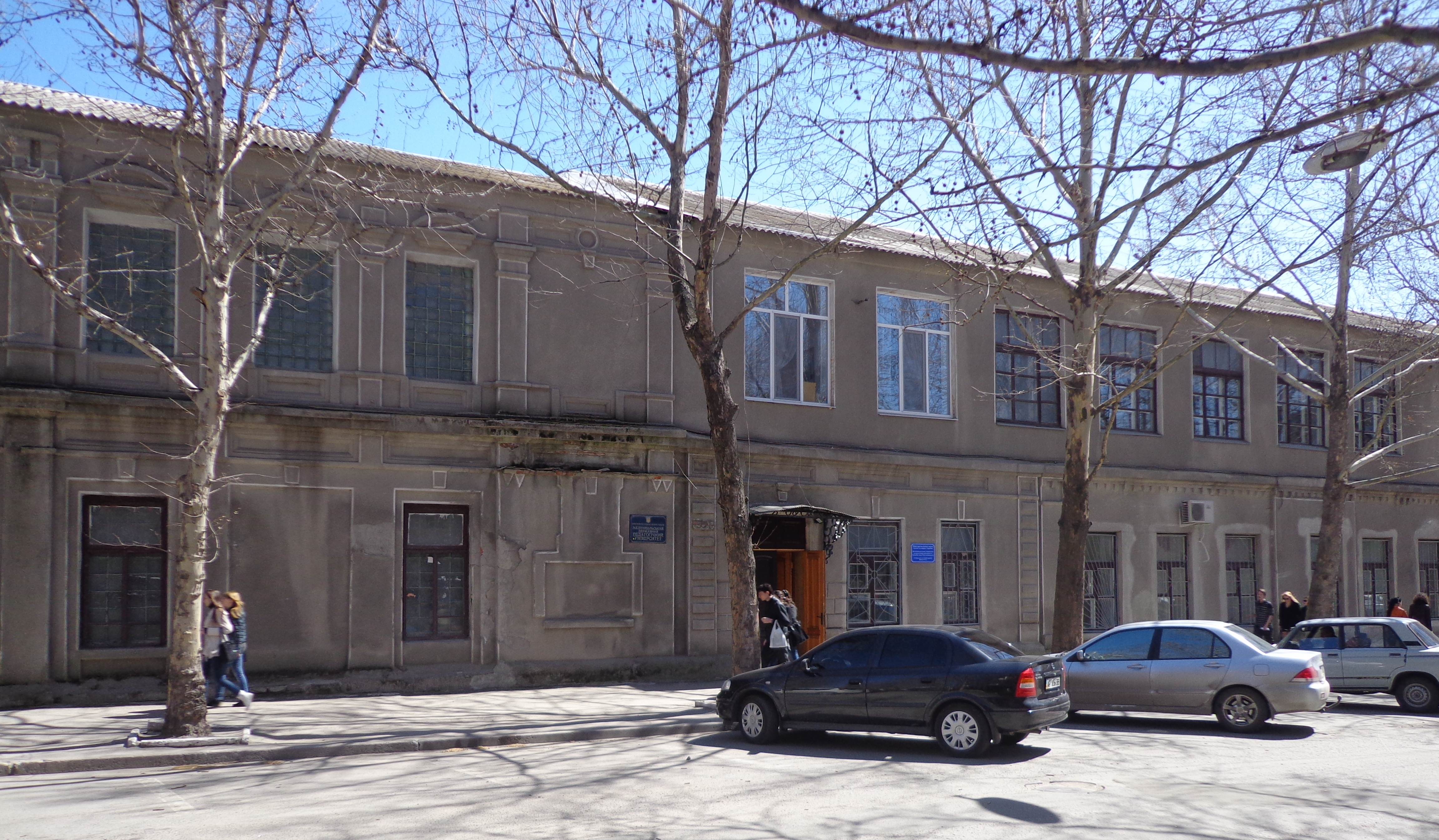
Корпус на ул. Михаила Грушевского

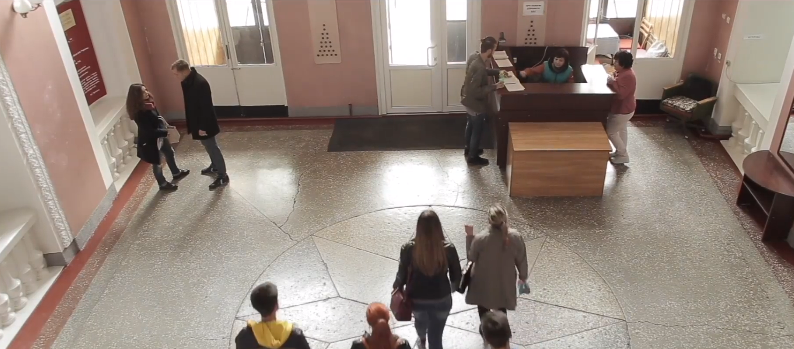
Съемки фильма «Новенький» в МГПУ, при поддержке ректора Солоненко А. М.

Университет включает в себя 4 факультета и институт:
- Естественно-географический факультет,
- Факультет информатики, математики, экономики,
- Химико-биологический факультет,
- Филологический факультет,
- Учебно-научный институт социально-педагогического и художественного образования.

Работает заочное отделение и отделение магистратуры.
Университету также подчинён НИИ Биоразнообразия наземных и водных экосистем, состоящий из 3 подразделений:
- Азово-Черноморская орнитологическая станция . Была основана 12 декабря 1985 года, став третьей специализированной орнитологической станцией в Советском Союзе. До 1997 года была самостоятельным подразделением педагогического института и включала две лаборатории. 1 января 1997 года на базе станции был создан НИИ Биоразнообразия наземных и водных экосистем Украины. В 2000 году при финансовой поддержке Всемирного фонда охраны дикой фауны была создана лаборатория менеджмента водно-болотных угодий. Орнитологическая станция занимается изучением птиц на обширной территории вдоль Азовского и Чёрного морей и разработкой мер по их охране[9],
- Лаборатория ихтиологии и общей гидробиологии.

При университете работает педагогический лицей «Творчество».

## Научные периодические издания
- Сборник научных трудов Азово-Черноморской орнитологической станции «Бранта». Издается с 1998 года, выходит один раз в год.
- Научный вестник Мелитопольского государственного педагогического университета имени Богдана Хмельницкого. Серия: Педагогика. Издается с 2008 года, выходит два раза в год.
- Биологический вестник Мелитопольского государственного педагогического университета имени Богдана Хмельницкого. Издается с 2011 года, выходит три раза в год.
- Ukrainian Journal of Educational Studies and Information Technology — рецензируемый научный журнал, посвященный современным информационным технологиям и актуальным проблемам образования .

## Ректоры университета
- Солоненко А. М. (с 2017)
- Молодыченко В. В. (2010—2016)
- Аносов И. П. (1995—2010)
- Тоцкий И. Н. (1978—1995)
- Попков А. В. (1964—1977)
- Зозуля П. А. (1961—1964)
- Янковский Б. А. (1949—1961)
- Ткаченко Г. В. (1948—1949)
- Мирошниченко Ф. Д. (1943—1948)
- Семенов И. Д. (1936—1941)
- Орловский Б. Ю. (1928—1935)
- Брейль А. И. (1922—1924)

## Выдающиеся выпускники университета
- Волох А. М., доктор биологических наук, зоолог, «Отличник образования Украины»
- Гузик М. П., кандидат педагогических наук, член-корреспондент АПН, народный учитель Украины, Заслуженный работник образования Украины
- Элькин М. В., кандидат педагогических наук, профессор, член-корреспондент УАН ЧП, «Заслуженный работник народного образования Украины», «Отличник образования Украины»
- Костовский А. Н., доктор физико-математических наук, профессор
- Крижко В. В., кандидат педагогических наук, профессор, ректор Бердянского государственного педагогического университета (2001—2010)
- Максимов А. С., доктор педагогических наук, профессор, «Отличник образования Украины»
- Мальцева И. А., первый проректор МГПУ им. Б.Хмельницкого, доктор биологических наук, профессор, «Отличник образования Украины»
- Осадчий В. В., доктор педагогических наук, профессор, академик Украинской Академии акмеологических наук, «Отличник образования Украины»
- Писанец Е. М., доктор биологических наук, зоолог
- Слепкань С. И., доктор педагогических наук, «Отличник образования Украины», «Заслуженный работник образования Украины»
- Солоненко А. М., ректор МГПУ им. Б. Хмельницкого, доктор биологических наук, доцент, «Отличник образования Украины»
- Табачник Я. П., Народный артист Украины, Заслуженный артист Украины
- Хачериди Е. Г., футболист, центральный защитник национальной сборной Украины и вице-капитан киевского «Динамо»